# Emma Louise Ashford
Emma Louise Ashford née Hindle le 29 mars 1850 à Newark et morte le 22 septembre 1930 à Nashville, est une compositrice et organiste américaine.

## Biographie
Enfant d'un professeur de musique et d'une soprano, elle a chanté avant de parler ; à huit ans elle fait partie des alti choristes à l'église du village. Elle reçoit une guitare pour ses dix ans, accompagne rapidement ses chants, et devient une pianiste et organiste accomplie. Lorsqu'elle a quatorze ans, la famille déménage  à Ballard Vale, Massachusetts. Elle y rencontre le compositeur James Ramsey Murray.
Peu après ses dix-sept ans, elle épouse un ténor, John Ashford.  Le couple part pour Chicago où elle intègre, comme alto soliste, le quartet de l'église St. James. Puis nouveau départ en 1887 pour Seymour, Connecticut, où elle devient pour un an l'organiste de l'église épiscopale St. Peter's et enseigne l'harmonie ; auprès de Dudley Buck, directeur de Saint Peter, elle apprend beaucoup et considère cette année comme la plus importante de sa vie, musicalement parlant. En 1884, les Ashfords partent pour Nashville, John Ashford étant nommé superviseur du campus de l'université Vanderbilt. Il y fonde une chorale, et la dirige avec son épouse. En même temps, ils prennent en charge la musique de l'église presbytérienne et de la synagogue. L'état de santé d'Emma Louise l'oblige à abandonner la chorale, elle enseigne piano et orgue pendant une vingtaine d'années, puis se consacre entièrement à la composition. Simultanément, elle étudie l'harmonie, le contrepoint et l'art de la fugue, avec Christian Heinrich Weber, co-leader  de l'académie de musique  de Nashville.
Sa première création importante est l'écriture de dix-sept antiennes, publiées dans un recueil édité par E. O. Excell's.  En 1894, 1897 et 1904 elle voyage en Europe, où elle passe le plus clair de son temps à étudier le meilleur de la musique ecclésiastique. Au retour, elle est contactée par Mr Lorenz, de la Lorenz Publishing Company, qui l'invite à composer sa première cantate sacrée, Le Prince de la paix. En 1900, l'Université Vanderbilt célèbre son vingt-cinquième anniversaire ; pour la circonstance elle compose une ode (Vanderbilt Ode), interprétée par quatre-vingt choristes et un orchestre de trente-cinq instrumentalistes. Jusqu'en 1930 elle publie pour la Lorenz Corporation ; et pour ses périodiques : « The Choir Leader » et « The Organist ».

## Œuvres

### Antiennes
Elle a composé 250 antiennes, publiées par E.O. Excell.
- 1893 Volume 4,  17 antiennes de E.L. Ashford.
- 1896 Volume 5,  4 antiennes de E.L.  Ashford.
- 1898 Regal Anthems,  collection pour quartettes et chœurs
- 1899 Ashford's Anthems,  collection de nouvelles antiennes

### Cantates
- 1895/1923 The Prince of Peace, cantate de Noël
- 1897? The Prince of Light, cantate de Noël
- 1897 Cross and Crown
- 1898 Priest and King, cantate pascale (co-écrite avec sept autres composeurs)
- 1898 The Light of Life, cantate de Noël
- 1901 Easter Dawn, cantate pascale
- 1902 Santa Claus in Wonderland, cantate de Noël
- 1903 The Beatitudes
- 1904 The Star of Promise
- 1904 The Life of a Leaf
- 1906 King of Glory, cantate pascale
- 1908 Pan Among the Reeds
- 1908 Promise and Fulfilment, cantate de Noël
- 1911 God with Us, cantate de Noël
- 1911 The Passover (Das Passah)
- 1912 Resurrection Light
- 1913 Holy Night, cantate de Noël
- 1918 Our Risen Savior, cantate pascale
- 1921 The Manger Prince, cantate de Noël
- 1824 King Triumphant, cantate pascale
- 1925 Tidings of Great Joy, cantate de Noël

### Hymnes
- 1892
  - Keep away, keep away, let my spirit have rest
  - O, erring one, say not too late (No, Not Too Late)
  - There is another, better world (A Better World)
- 1894
  - Come, and listen to the story (The Wondrous Story)
  - Jesus with you is pleading (Come, Sinner, Come) ; E.O. Excell
  - Weary and heavy laden (O God Be Merciful) ; E.O. Excell
- 1896 Many stories quaint and olden (Christmas Bells) ; E.O. Excell
- 1898 We're soldiers in the army of the Lord (The Christian Soldier)
- 1900
  - Do you know a heart that hungers (Speak a Kind Word)
  - Hand in hand with Jesus I have prayed that I might go (With Jesus, Hand in Hand)
  - Out upon the barren mountain (Jesus Saves)
- 1903
  - Christ came to the world on Christmas morn (The Christmas Birthday Song)
  - To love someone more dearly every day
- 1905
  - Evelyn (They who seek the throne of grace)
  - Hear now the voice of the Savior (In the Golden Glow of Youth)
  - I'll have a drink of water cool (The Drink for Me)
  - Resting on the faithfulness of Christ our Lord (Resting on the Lord)
  - Ring the merry Christmas bells (Christmas Bells)
  - Sutherland (Holy, and true, and righteous Lord) ; Jennings & Graham Pub.
- 1906
  - Life is for service in Jesus' dear name (The Good that I Can Do)
  - Lord, I hear of showers of blessings (Showers of Blessings)
  - Soldiers on the battle field (Fight to Win)
- 1911 A sure retreat, hymn, chorus ; Lorenz
- 1913 Crossing the Bar (Sunset and evening star)
- 1921/26 Scarritt

### Musique pour orgue
Emma Mouise Ashford a composé des centaines de morceaux pour l'orgue, ou arrangé ceux d'autres compositeurs ; publiés dans des collecions diverses de 1898 à 1927.

#### Écrits
- The American Organist
- Sacred Voluntaries, Volume 1 et 2
- Ashford's Easy Organ Voluntaries for Reed or Pipe Organ (1903)
- Ashford's Hymn Voluntaries, Volume 1 et 2
- Ashford's Organ Instructor, Book 1, 2, 3, 4
- Ashford's Organ Voluntaries, Volume 1 et 2
- The Diapason (1906)
- Favorite Organ Voluntaries (1917) 3 volumes
- Forty-Three Organ Offertories for Pipe or Reed Organs (1907)
- Funeral Voluntaries (1910)
- Lorenz's Practical Voluntaries, Book. 1, 2, 3, 4
- Lorenz's Three-staff Organ Folio (1927)
- The Melodia, No. 1, 2
- Organ Praise Series, No. 1, 2, 3
- The Organ Treasury, No. 1, 2, 3, 4, 5
- The Organist's Helper, No. 1, 2, 3, 4
- The Pedal Organ, No. 1, 2, 3
- Vox Celeste, No. 1, 2, 3, 4

### Chants
Plus d'une centaine de chansons pour une, deux ou trois voix, avec accompagnement au piano ou à l'orgue
- Labor and love, pour deux solistes et piano, 1903
- Moods, sept chants pour soprano et piano, 1903
- Springtime, cycle de cinq chants pour chœur d'enfants et piano, 1905
- Love's Dial, cycle de cinq chants pour soprano et piano, 1911
- Smiles, huit chants pour voix et piano, 1912
- Two Easter Solos, pour voix et piano, 1913
- In my lady's garden, cycle de cinq chants pour voix de basse et piano, 1913
- Love Lyrics, cycle de trois chants pour voix de basse et piano, 1914

## Jugement
Herbert Tolman, doyen de l'Université Vanderbilt : « Of the women of our town, some have distinguished themselves in literature and some in art, but in the field of musical composition there is one name par excellence. It is the name of Mrs Emma L. Ashford. » (Parmi les femmes de notre cité, quelques-unes se sont distinguées en littérature ou dans les arts ; mais pour ce qui est de la musique, il existe un nom par excellence. C'est celui de Madame Emma L. Ashford)